# Son Wan-ho
Dans ce nom coréen, le nom de famille, Son, précède le nom personnel.
Son Wan-ho, né le 17 mai 1988 à Changwon est un joueur de badminton sud-coréen spécialiste du simple hommes.
En 2012, il remporte son premier tournoi dans la catégorie des BWF Super Series en gagnant l'Open d'Inde après une victoire en finale contre la légende malaisienne Lee Chong Wei. Quelques mois plus tard, il participe aux Jeux olympiques, à Londres où son parcours s'arrête en huitième de finale face au Danois tête de série no 5 Peter Gade.

## Médailles en compétitions par équipe
| Rang               | Année | Compétition     | Dernier adversaire |
| ------------------ | ----- | --------------- | ------------------ |
| Médaille de bronze | 2015  | Sudirman Cup    | Japon              |
| Médaille d'or      | 2014  | Jeux asiatiques | Chine              |
| Médaille d'argent  | 2012  | Thomas Cup      | Chine              |
| Médaille de bronze | 2011  | Sudirman Cup    | Chine              |
| Médaille d'argent  | 2010  | Jeux asiatiques | Chine              |

## Résultats individuels

### Palmarès
| Année | Tournoi           | Adversaire en finale | Score               | Résultats |
| ----- | ----------------- | -------------------- | ------------------- | --------- |
| 2014  | Open de Hong Kong | Chen Long            | 21-19, 21-16        | Vainqueur |
| 2013  | Open du Viêt Nam  | Tan Chun Seang       | 21-14, 21-9         | Vainqueur |
| 2013  | Open de Macao     | Hsueh Hsuan-yi       | 21-11, 21-15        | Vainqueur |
| 2013  | Open de Taïwan    | Nguyễn Tiến Minh     | 19-21, 21-9, 21-18  | Vainqueur |
| 2012  | Open d'Inde       | Lee Chong Wei        | 21-18, 14-21, 21-19 | Vainqueur |

 BWF Super Series Masters Finals
 tournois Super Series
 tournois Grand Prix Gold et Grand Prix